# Certhiaxis mustelinus
Certhiaxis mustelinus là một loài chim trong họ Furnariidae.